# Nicolò Zaniolo
Nicolò Zaniolo (Massa, 2 de julho de 1999) é um futebolista italiano que atua como meio-campista. Atualmente joga na Fiorentina, emprestado pelo Galatasaray.
Na temporada 2021–22, marcou o gol da vitória de 1–0 da Roma sobre o Feyenoord, ajudando a Loba a conquistar seu primeiro título continental na primeira edição da Liga Conferência Europa da UEFA.

## Títulos
Roma
- Liga Conferência Europa da UEFA: 2021—22

### Prêmios individuais
- Melhor Jogador Jovem da Serie A: 2018–19